# Ted Neeley
Ted Neeley (ur. 20 września 1943) – amerykański aktor filmowy i telewizyjny.

## Filmografia
seriale
- 1967: The Smothers Brothers Comedy Hour
- 1975: Starsky i Hutch jako Lionel Rigger
- 1984: Riptide jako Larry Bloom

film
- 1973: Jesus Christ Superstar jako Jezus Chrystus
- 1979: Idealna Para jako Teddy
- 1981: Kraj dla twardzieli jako Wesley
- 2012: Django jako Tropiciel

## Nagrody i nominacje
Za rolę Jezusa Chrystusa w filmie Jesus Christ Superstar został dwukrotnie nominowany do nagrody Złotego Globu.